# 比良坂真琴
比良坂 真琴（ひらさか まこと）は、日本の漫画家。

## 人物
同人サークル『くらっしゅハウス』という個人サークルを運営している。主に東方Projectの二次創作活動を行っており、後に『月刊コンプエース』（角川書店）誌上にてZUN原作による漫画作品『東方三月精 〜 Strange and Bright Nature Deity.』、『東方三月精 〜 Oriental Sacred Place.』、『東方三月精 〜 Visionary Fairies in Shrine.』の作画を担当している。

## 作品リスト

### 漫画
- 東方三月精 〜 Strange and Bright Nature Deity.
- 東方三月精 〜 Oriental Sacred Place.
- 東方三月精 〜 Visionary Fairies in Shrine.

『月刊コンプエース』連載、1作、2作、3作とも全3巻完結。
その他、『東方文花帖』や『東方紫香花』に収録されたアンソロジーコミックに参加している。

### ゲームキャラクターデザイン
- 妖精大戦争 〜 東方三月精（上海アリス幻樂団）
  - 上述の漫画『東方三月精』から派生したゲーム作品で、漫画同様キャラクターの作画を担当している。